# 1988 en Suisse
Chronologie de la Suisse
- 1984
- 1985
- 1986
- 1987
- 1988
- 1989
- 1990
- 1991
- 1992

## Gouvernement en 1988
- Conseil fédéral[1]:
  - Otto Stich PSS, président de la Confédération
  - Jean-Pascal Delamuraz PRD, vice-président de la Confédération
  - René Felber PSS,
  - Arnold Koller PDC,
  - Elisabeth Kopp PRD,
  - Adolf Ogi UDC
  - Flavio Cotti PDC,

## Évènements

### Janvier
Dimanche 17 janvier 
- Élections cantonales à Bâle-Ville. Kurt Jenny (PRD), Mathias Feldges (PSS), Eugen Keller (PDC), Karl Schnyder (Parti social-démocratique), Remo Gysin (PSS) et Peter Facklam (PLS) sont élus au Conseil d’État lors du 1er tour de scrutin.

### Février
Dimanche 14 février 
- Élections cantonales à Bâle-Ville. Hans- Rudolf Striebel (PRD) est élu au Conseil d’État lors du 2e tour de scrutin.

 Lundi 15 février 
- Aux Jeux olympiques de Calgary, le Valaisan Pirmin Zurbriggen remporte le titre de champion olympique de descente (ski alpin).

 Mardi 16 février 
- Décès du journaliste Michel Jaccard, ancien rédacteur en chef de la Nouvelle Revue de Lausanne.

 Mercredi 24 février 
- Aux Jeux olympiques de Calgary, la Glaronaise Vreni Schneider remporte le titre de championne olympique de slalom géant (ski alpin).

 Jeudi 25 février 
- Aux Jeux olympiques de Calgary, l’équipage du Schwytzois Ekkehard Fasser remporte le titre de champion olympique de bob à quatre.

 Vendredi 26 février 
- Aux Jeux olympiques de Calgary, la Glaronaise Vreni Schneider remporte le titre de championne olympique de slalom (ski alpin).

 Dimanche 28 février 
- Aux Jeux olympiques de Calgary, le Lucernois Hippolyt Kempf remporte le titre de champion olympique de combiné nordique.

 Lundi 29 février 
- Le groupe électrotechnique helvético-suédois Asea Brown Boveri (ABB) annonce la suppression de 2 000 emplois en Suisse au cours des deux prochaines années.

### Mars
Jeudi 3 mars 
- Décès du journaliste Benjamin Romieux.

 Dimanche 6 mars 
- Élections cantonales en Thurgovie. Hermann Bürgi (UDC), Ulrich Schmidli (PSS), Felix Rosenberg (PDC), Hanspeter Fischer (UDC) et  Arthur Haffter (PRD) sont élus au Conseil d’État lors du 1er tour de scrutin.
- Élections cantonales à Saint-Gall. Alex Oberholzer(PDC), Hans-Ulrich Stöckling (PRD), Paul Gemperli (PDC), Karl Mätzler (PDC), Burkhard Vetsch, Willi Geiger (PRD) et Hans Rohrer (PSS) sont élus au Conseil d’État lors du 1er tour de scrutin.
- Élection complémentaire en Argovie. Peter Wertli (PDC) est élu au Conseil d’État lors du 2e tour de scrutin.
- Élection complémentaire à Glaris. Kaspar Zimmermann (UDC) est élu au Conseil d’État lors du 1er tour de scrutin.

 Dimanche 13 mars 
- Décès, lors d’un reportage au Tchad, du journaliste de télévision Pierre-Alain Donnier.

### Avril
Mardi 5 avril 
- Pour la troisième fois de son histoire, le HC Lugano devient champion de Suisse de hockey-sur-glace.

 Dimanche 24 avril 
- Élections cantonales à Schwytz. Margrit Weber-Röllin (PDC), Egon Bruhin (PRD), Paul Brandenberg (PDC), Walter Gisler (PDC), Franz Marty (PDC), Marcel Kürzi (PRD) et Heinrich Kistler (PSS) sont élus au Conseil d’État lors du 1er tour de scrutin.

Vendredi 29 avril
- Publication de l'arrêt de la Cour européenne des droits de l'homme dans l'Affaire Belilos contre Suisse, qui aura un impact important sur tout le système judiciaire.

 Samedi 30 avril 
- La chanteuse québécoise Céline Dion remporte à Dublin le Concours Eurovision de la chanson pour la Suisse.

### Mai
Dimanche 1er mai 
- Élections cantonales dans le canton d’Uri. Carlo Dittli (PRD), Hans Zurfluh (PDC), Ambros Gisler (PDC), Alberik Ziegler (PSS) et Peter Mattli (PRD), ainsi que Hansruedi Stadler (PDC) sont élus au Conseil d’État lors du 1er tour de scrutin.

 Mercredi 18 mai 
- Visite officielle de Mário Soares, président de la République portugaise.

 Dimanche 29 mai 
- Élections cantonales dans le canton d’Uri. Anton Stadelmann (PDC) est élu Conseil d’État lors du 2e tour de scrutin.

### Juin
Mercredi 1er juin 
- Neuchâtel Xamax s’adjuge, pour la deuxième fois de son histoire, le titre de champion de Suisse de football.

 Lundi 6 juin 
- Inauguration d’un tronçon de 3,4 kilomètres de l’A9 entre Bex et Saint-Maurice (Valais).

 Jeudi 9 juin 
- Six personnes trouvent la mort dans un accident d'hélicoptère survenu à Zermatt.

 Dimanche 12 juin 
- Votations fédérales. Le peuple rejette, par 955 300 non (54,5 %) contre 797 955 oui (45,5 %), la modification de la constitution fédérale visant à créer les bases d'une politique coordonnée des transports.
- Votations fédérales. Le peuple rejette, par 1 153 540 non (64,9 %) contre 624 390 oui (35,1 %), l'initiative populaire « visant à abaisser à 62 ans pour les hommes et à 60 ans pour les femmes l'âge donnant droit à la rente AVS ».

 Mardi 14 juin 
- Visite officielle de Cory Aquino, présidente des Philippines.

 Jeudi 23 juin 
- L’Autrichien Helmut Wechselberger remporte le Tour de Suisse cycliste

 Dimanche 26 juin 
- Élection complémentaire dans le Canton de Vaud. Jacques Martin (PRD) est élu au Conseil d’État lors du 1er tour de scrutin.
- Décès à Bâle, à l’âge de 82 ans, du théologien Hans Urs von Balthasar.

 Jeudi 30 juin 
- Introduction de l’indice boursier SMI.

### Juillet
Samedi 2 juillet 
- Inauguration du bâtiment du Musée des troupes d'aviation suisses à Dübendorf.

### Août
Lundi 19 août 
- Le fabricant d'armes Oerlikon-Buehrle annonce la suppression de 400 emplois dans les douze mois qui viennent.

 Samedi 24 août 
- Une collision frontale entre deux trains du Waldenburgerbahn à Liestal provoque la mort d’un passager et en blesse quatorze autres.

### Septembre
Samedi 10 septembre 
- Ouverture du 69e Comptoir suisse à Lausanne. Les PTT en sont l’hôte d’honneur.

 Mercredi 21 septembre 
- La Feuille d’Avis de Neuchâtel (FAN) change de nom et de format. Le quotidien s’appelle désormais L’Express.

 Mercredi 28 septembre 
- Le Conseil national accepte une motion demandant le renoncement à la centrale de Kaiseraugst, des indemnités pour les promoteurs et le maintien de l'option nucléaire pour la Suisse.

### Octobre
Vendredi 14 octobre 
- Décès de l’écrivain Henri Debluë, auteur du livret de la Fête des vignerons 1977.
- Visite officielle de Felipe González, chef du gouvernement espagnol.

 Samedi 29 octobre 
- Inauguration du Musée international de la Croix-Rouge à Genève.

### Novembre
Mercredi 2 novembre 
- Décès à Pully (VD), à l’âge de 79 ans, du professeur Georges Panchaud, qui accomplit plusieurs missions pour l’UNESCO.

 Vendredi 11 novembre 
- Inauguration de l'École d'ingénieurs du Valais à Sion (VS).

 Mercredi 23 novembre 
- Visite officielle du ministre italien des affaires étrangères Giulio Andreotti.

 Vendredi 25 novembre 
- Émission commune par la France et la Suisse d’un timbre-poste, d'une valeur de 5 FF ou de 90 centimes, consacré à l'artiste fribourgeois Jean Tinguely.

### Décembre
Dimanche 4 décembre 
- Votations fédérales. Le peuple rejette, par 1 543 705 non (69,2 %) contre 686 398 oui (30,8 %), l'initiative populaire « Ville-campagne contre la spéculation foncière ».
- Votations fédérales. Le peuple rejette, par 1 475 536 non (65,7 %) contre 769 264 oui (34,3 %), l'initiative populaire « pour la réduction de la durée du travail »
- Votations fédérales. Le peuple rejette, par 1 506 392 non (67,3 %) contre 732 029 oui (32,7 %), l'initiative populaire « pour la limitation de l'immigration »
- Élections cantonales en Argovie. Arthur Schmid (PSS), Kurt Lareida (PRD), Ulrich Siegrist (UDC), Victor Rickenbach (PRD) et Peter Wertli (PDC) sont élus au Conseil d’État lors du 1er tour de scrutin.

 Mardi 6 décembre 
- Naissance de Vinasse.

 Lundi 12 décembre 
- La conseillère fédérale Elisabeth Kopp annonce sa démission.

 Mardi 13 décembre 
- Inauguration du tronçon d'autoroute Riddes – Sion-Ouest.

 Jeudi 29 décembre 
- Le groupe Ringier annonce qu’il suspend la parution du mensuel culturel européen Emois.